# Lands common to Holme Abbey, Holme Low and Holme St Cuthbert
Lands common to Holme Abbey, Holme Low and Holme St Cuthbert är en civil parish i Storbritannien.   Den ligger i grevskapet Cumbria och riksdelen England, i den centrala delen av landet, 400 km nordväst om huvudstaden London. Orten har 0 invånare (2001).